# Венгрия в Первой мировой войне
Венгрия в Первой мировой войне — часть Австро-Венгрии, одного из 38 государств, принимавших участие в Первой мировой войне, она воевала против стран Антанты. 

## Развязывание войны
В 1914 году Австро-Венгрия была одной из великих держав Европы, с площадью 676,443 км²., численность населения составляла 52 млн человек. Площадь Венгрии в составе Австро-Венгрии составляла 325,400 км²., население — 21 миллион человек.
28 июня 1914 года Гаврило Принцип убил эрцгерцога Франца Фердинанда. Перед началом военных действий премьер-министр граф Иштван Тиса сомневался, начинать ли войну или нет. После обещаний Германии нейтрализовать Румынию было решено поддержать войну.

## Армия Австро-Венгрии в 1914 году
Многонациональная армия Австро-Венгрии включала в себя:
- «Общую» армию и «общий» военно-морской флот. Языком общения был немецкий.
- Ландвер — военнообязанные запаса 2-й очереди и второочередные войсковые формирования Австро-Венгрии.
- Королевские венгерские войска, где основным языком был венгерский и хорватский.

В стране был мобилизован резерв, включающий в себя:
- Ландштурм австрийцев.
- «Népfelkelés» («народное ополчение») венгров.

После мобилизации вооруженные силы были сгруппированы в шесть армий, включающей в себя 3,2 млн солдат. С 1914 по 1918 годы в армии состояло 9 млн человек, из них 7,8 млн принимало участие в боевые действиях.
По сравнению с другими армиями Европы, армия Австро-Венгрии имела слабое техническое оснащение, малые военные расходы. Вопросы достаточного снабжения боеприпасами не были решены даже к концу войны. Не хватало самолётов, перед войной в стране было всего 42 военных и 40 спортивных самолёта.

## Венгерское участие
Вооруженные силы Австро-Венгрии широко использовались на русском и итальянском фронтах, принимали участие в следующих сражениях:
- 1-13 декабря 1914 года — в Лиманова-Лапановской операции, в ходе которой были отброшены от Кракова и предгорий Карпат 3-я и 8-я русские армии.
- Осада Перемышля, в которой командовал генерал Герман Кусманек (Hermann Kusmanek). В результате нехватки боеприпасов и продовольствия Перемышль капитулировал. Было взято в плен 120,000 военных.
- На реке Изонцо произошло 12 кровопролитных сражений за обладание Австрийским Приморьем (Юлийская Крайна).

Часть войск Австро-Венгрии воевало на отдаленных театрах военных действий, вне границ Австро-Венгрии, в том числе в Галлипольской кампании, на Синайском полуострове и в Палестине.

## Военачальники
Из военачальников, получивших командорский Крест военного Ордена Марии-Терезии, наиболее известны:
- Генерал-полковник Артур Арц фон Штрауссенбург, принимавший участие:
  - 1914 год, Битва Лиманова
  - 1915 год, наступление в Горлице-Тарнов.
  - защищал Трансильванию от румынских войск.
- Эрцгерцог Иосиф Август Австрийский
  - 1915 год, битва при Изонцо
  - 1916 год, успешные наступательные действия на русском фронте
- Генерал-фельдмаршал Герман фон Ковес Ковессаза (Hermann Kövess von Kövessháza)
  - 1915 год, взятие Ивангорода
  - 1915 год, оккупация Сербии
  - 1916 год, оккупация Черногории и Северной Албании

## Потери
Из более 8 миллионов мужчин, мобилизованных в Австро-Венгрии, более одного миллиона погибли в ходе военных действий на фронтах Первой мировой войны.

## Итоги войны
11 ноября 1918 года мировая война закончилась для Австро-Венгрии развалом армии. В результате также распалась и Австро-Венгрия. По Трианонскому договору, подписанному 4 июня 1920 года Венгрия потеряла две трети своей территории, более половины своего населения — больше территории, чем любая другая страна того времени (без учёта колоний). Восемь миллионов венгров осталось в Венгрии, более 3 миллионов оказалось за пределами вновь установленных границ. Были созданы новые страны: Чехословакия, Польша, Королевство сербов, хорватов и словенцев, часть стран расширила свои территории (Италия и Румыния). Южная часть Венгрии была передана Югославии и переименована в Воеводино. Босния-Герцеговина была включена в Югославию, Хорватия также стала частью Югославии. Северная часть Венгрии была присоединена к вновь созданной Чехословакии. Венгерская армия была сокращена до 30.000 человек. Венгрии запрещалось иметь ВВС, танки и любое другое современное оружие.

### На венгерском языке
Wiest, Andy; Tibor Balla (addendum: «Magyarország az első világháborúban» 2003.) (2001). The Illustrated History of World War I. London: Amber Books Ltd., reprint in Hungarian by M-érték Kiadó Kft. ISBN 963-9519-28-6.